# Матилда фон Холщайн-Шауенбург
Матилда фон Холщайн-Шауенбург (на немски: Mathilde (Maud) von Holstein-Schauenburg; † 22 юли 1468, Нойщат ам Рюбенберге) е графиня от Холщайн-Шаумбург и чрез женитби херцогиня на Херцогство Брауншвайг-Люнебург, княгиня на Люнебург, Брауншвайг-Волфенбютел, Каленберг и Гьотинген.

## Живот
Дъщеря е на граф Ото II фон Шаумбург († 1464) и съпругата му графиня Елизабет фон Хонщайн († 1474), дъщеря на граф Ернст II фон Хонщайн-Клетенберг († 1426) и Анна София фон Щолберг († 1436).
Матилда се омъжва през 1463 г. за херцог Бернхард II фон Брауншвайг-Люнебург († 9 февруари 1464) от род Велфи, първият син на херцог Фридрих II от Брауншвайг-Люнебург (1418 – 1478) и съпругата му Магдалена фон Бранденбург (1412 – 1454). Бракът е бездетен. След смъртта му Матилда се омъжва втори път през 1466 г. за княз и херцог Вилхелм фон Брауншвайг-Волфенбютел (* 1392; † 1482) от род Велфи, син на херцог Хайнрих фон Брауншвайг (1355 – 1416) и първата му съпруга София от Померания (1370 – 1406). Тя е втората му съпруга. Те имат един син Ото фон Брауншвайг (* ок. 20 юли 1468, Нойщат ам Рюбенберге; † ок. 22 юли 1471, погребан в манастир Обернкирхен). Тя умира два дни след раждането на сина ѝ и е погребана в катедралата на Брауншвайг.